# Chiesa dell'Addolorata (Corinaldo)
La chiesa della Madonna Addolorata è un luogo di culto cattolico di Corinaldo (AN), nelle Marche.

## Storia e descrizione

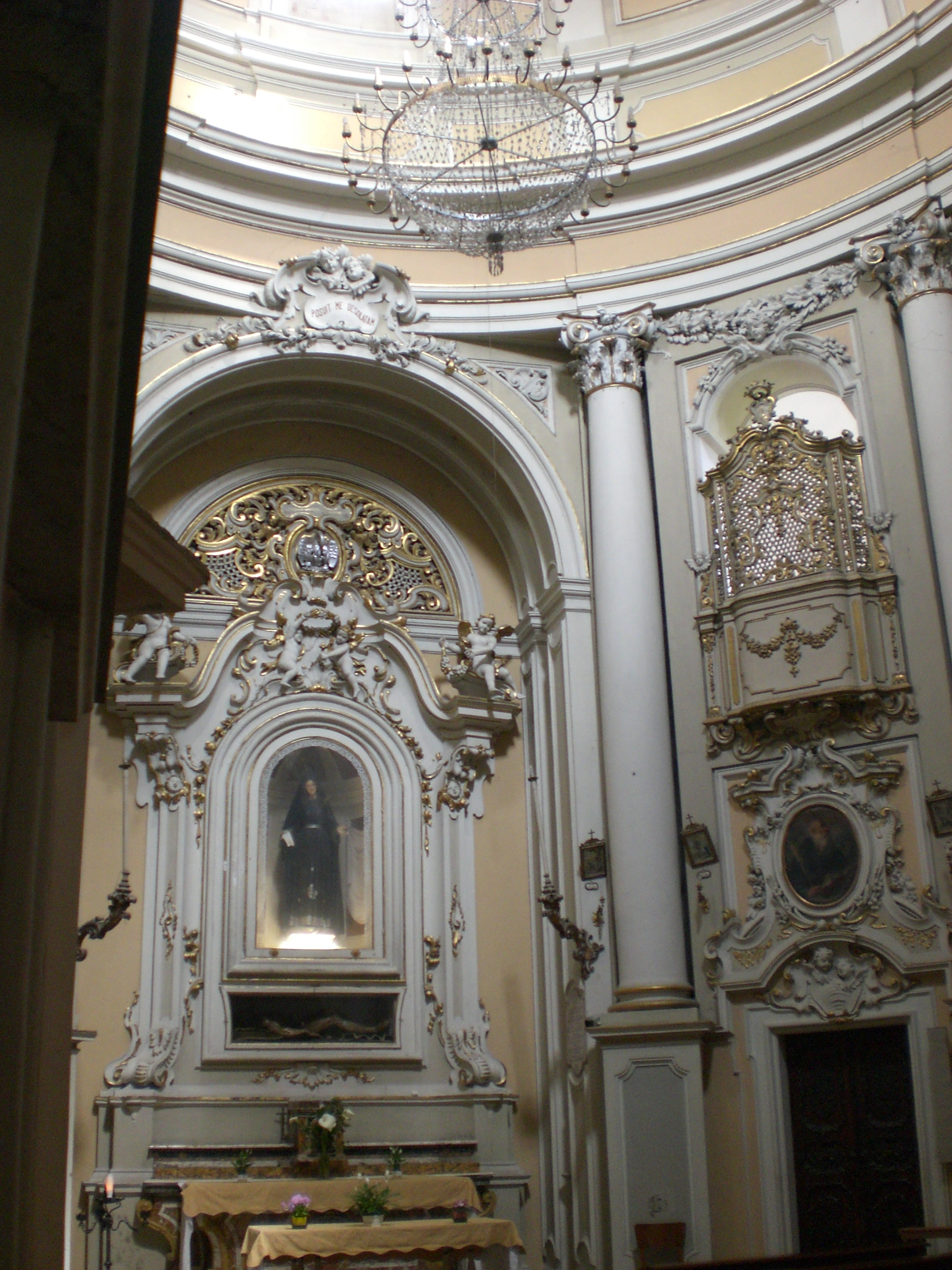
Particolare dell'interno.

Nel 1555 venne eretto in questo luogo, a ridosso delle mura cittadine, ove già sorgeva la demolita rocca, un convento per le suore benedettine. Il complesso venne rifatto negli anni successivi al 1637.
La relativa chiesa, inizialmente dedicata a Sant'Anna, di forma rettangolare, venne demolita intorno al 1730 per insalubrità dovuta all'umidità che si infiltrava dalle mura. Venne così ricostruita tra il 1740 e il 1755 con l'edificio odierno. Venne consacrata dal vescovo di Senigallia Ippolito Rossi di San Secondo il 30 settembre 1755.
Dedicata fin dalla sua fondazione a sant'Anna, agli inizi del Novecento prese il nome attuale. Presenta una pianta centrale, con cupola e lanterna, ornamentazione tipicamente settecentesca di gusto rococò, pregevoli arredi e quattro pregevoli porte lignee sormontate da tele raffiguranti Santi benedettini.
Nell'altare maggiore sono conservate la statua del Cristo morto e della Madonna Addolorata che vengono portate in processione per le vie della città la sera del Venerdì Santo. 
Nella cantoria lignea sopra la porta d'ingresso è situato il pregevole organo del 1766, opera di Gaetano Antonio Callido, che aveva una figlia tra le suore del convento benedettino.
La facciata venne realizzata nel primo ventennio del XIX secolo, composta come un arco di trionfo, è iscritta tra due coppie di paraste che reggono un frontone curvilineo.